# Pryncypat (Rzym)
Pryncypat (od łac. princeps civium Romanorum) – forma rządów w okresie Cesarstwa Rzymskiego wprowadzona po 27 roku p.n.e. przez Oktawiana Augusta. Władza skupiona była w rękach jednostki przy zachowaniu pozorów instytucji republikańskich.
Cesarz był princepsem, „pierwszym obywatelem republiki”, piastującym jednocześnie funkcje imperatora, przywódcy senatu, prokonsula zarządzającego 18 prowincjami, najwyższego kapłana, trybuna ludowego i cenzora ustalającego listy senatorów. Pryncypat nie był dziedziczny, ale władca miał możliwość wyznaczenia swego następcy. Pryncypat trwał w Rzymie aż do rządów Dioklecjana.
Cesarze okresu pryncypatu:
Dynastia Julijsko-Klaudyjska
- Oktawian August
- Tyberiusz
- Kaligula
- Klaudiusz
- Neron

Lata 68-69
- Galba
- Othon
- Witeliusz

Dynastia flawijska (Flawiuszy)
- Wespazjan
- Tytus
- Domicjan

Dynastia Antoninów
- Nerwa
- Trajan
- Hadrian
- Antonin Pius
- Marek Aureliusz (początkowo wraz z Lucjuszem Werusem)
- Kommodus

Okres przed Sewerami
- Pertynaks
- Didiusz Julianus (W tym czasie cesarzami ogłaszają się również Pescenniusz Niger, Septymiusz Sewer oraz Klodiusz Albin)

Dynastia Sewerów
- Septymiusz Sewer
- Karakalla (początkowo wraz z Getą)

Obalenie Karakalli
- Makrynus

Dynastia Sewerów
- Heliogabal
- Aleksander Sewer

Następnie cesarzem poprzez zamach stanu został Maksymin Trak, po nim Gordian I i jego syn Gordian II. Przez pół wieku cesarzami ogłaszało się samowolnie wielu wpływowych ludzi, większość z nich nigdy nawet nie była w Rzymie. Proceder ten osłabiał i rozbijał wewnętrznie Rzym aż do czasów Dioklecjana i jego prób wzmocnienia autorytetu władzy, owocujących dominatem – najpierw wprowadzeniem tetrarchii, a po śmierci Dioklecjana monarchii cesarskiej.